# كرل
كرل (بالإنجليزية: cURL)‏ هو برنامج يستعمله بالخصوص مطورو البرمجيات على الأنترنت. تتميز الأداة بواجهة سطر أوامر، و دورها بشكل عام هو نقل الملفات عبر شبكة اتصال، وهي تقبل العديد من البروتوكولات مثل إف‌.تي.‌بي وبروتوكول نقل النص الفائق.

## بروتوكولات كورل
| - بروتوكول نقل الملفات       | بروتوكول نقل الملفات الآمن        | بروتوكول نقل النص التشعبي           | بروتوكول نقل النص التشعبي الآمن |
| بروتوكول النقل السهل للملفات | بروتوكول النقل الآمن              | بروتوكول القشرة الآمنة لنقل الملفات | تل نت                           |
| محدد موقع الموارد المُوحّد     | بروتوكول النفاذ إلى الدليل البسيط |                                     |                                 |

## وصلات خارجية
- كرل على موقع Open Hub (الإنجليزية)
- كرل على موقع Free Software Directory (الإنجليزية)